# Комани (Олт)
Комани (рум. Comani) насеље је у Румунији у округу Олт у општини Драганешти на Олту. Oпштина се налази на надморској висини од 77 m.

## Становништво
Према подацима из 2002. године у насељу је живело 3321 становника.

### Попис2002.
| Расподела становништва по националности 2002.‍ | Расподела становништва по националности 2002.‍ | Расподела становништва по националности 2002.‍ | Расподела становништва по националности 2002.‍ | Расподела становништва по националности 2002.‍ |
| --------------------------------------------- | --------------------------------------------- | --------------------------------------------- | --------------------------------------------- | --------------------------------------------- |
|                                               |                                               |                                               |                                               |                                               |
| Румуни                                        | Румуни                                        |                                               | 3.308                                         | 99,7%                                         |
| други                                         | други                                         |                                               | 11                                            | 0,3%                                          |